# Marollenput
Marollenput of Marolleput is een buurtschap in de gemeente Sluis, in de Nederlandse provincie Zeeland. De buurtschap, in de regio Zeeuws-Vlaanderen, is gelegen tussen Nieuwvliet en Oostburg.
De naam is afkomstig van het Zeeuws-Vlaamse woord marollen dat meerkoeten betekent en mogelijk, gezien de witte bles op het overigens zwarte verenkleed, aan kloosterzusters doet denken.
Marollenput is de plaats waar, na de inundatie van 1583 meerdere zeegeulen bij elkaar kwamen.
Vanuit het noorden kwam het Zwarte Gat, vanuit het oosten het Nieuwerhavense Gat, terwijl het zuidwesten via het Coxysche Gat in verbinding stond met het Zwin.
Deze samenloop leidde tot wantij, waardoor verzanding optrad en deze zeegaten spoedig niet meer voor de scheepvaart geschikt waren. Overigens werd een deel van het Zwarte Gat al in 1602 ingepolderd, waardoor de Groote Sint-Annapolder ontstond. De Van der Lingenspolder volgde in 1631.
Marollenput hoorde vanouds tot de gemeente Groede.